# Dora Román
Dora Román Gil (Madrid 17 de marzo de 1957) es una artista y gestora cultural española, trabaja los conceptos de memoria e invisibilidad, ecología, género, historia, Identidad, feminismo con los que pretende transmitir sucesos que han sido omitidos u ocultados y reflejarlos de manera diferente a la que se ha contado hasta ahora. Parte de momentos conflictivos que sitúa en espacios ficticios, utilizando para ello la fotografía, el textil, el collage y el grabado.

## Trayectoria
Diplomada en Fotografía Contemporánea en Node Center, Licenciada en Bellas Artes, UCM CES Felipe II de  Aranjuez (Madrid), DEA en Historia del Arte,en la UNED - Madrid y  Licenciada en Geografía e Historia, UNED- Madrid.
En sus comienzos se centró en el grabado en sus diferentes técnicas: aguafuerte, aguatinta, gofrado, linografía en las que empezó a desarrollar sus primeros trabajos, atraída por el contacto con las tintas, los papeles, las gubias, los olores de los materiales.
Desde sus primeras fotografías analógicas, ha pasado a combinar la fotografía con técnicas digitales que le permiten mezclar, dibujar, cortar, pegar o pintar en la pantalla del ordenador, como si de un collage se tratara.
Para ‘Layer_Text’, el proyecto multidisciplinar de investigación artística y que fue llevado al CC Pilar Miró, a Quinta del Sordo y a la Facultad de Bellas Artes de Madrid, realizó la serie ‘Me inclino al filo de mi mismo’ ' con el título del poema de Gonzalo Castillero y la interpretación de los términos del lenguaje creado por Nonu Iazabo, como mover, piratear, cultivar o distribuir, que asoció con el trabajo del hombre y el mito de Prometeo.
Los mitos son nuevamente una fuente de inspiración en la serie 'Icaria', en la que convierte a Icarus en una mujer, desempeñando así el papel principal en la historia y la experiencia de vuelo. Es Dédalo en Icaria quien deja el consejo: "No vueles demasiado alto ... o demasiado bajo ... para que ni el sol derrita tus alas ni el mar moje tus plumas", y como mujer moderna se pone en marcha seguro de que sus propios medios le permitirán permanecer en el aire, en su idea, en su vida.
Dora Román descubrió que la fotógrafa Gerda Taro había fallecido a unos pasos de su casa, en un antiguo hospital hoy desaparecido, y con este tema empezó a desarrollar una serie “Ultimas miradas”. Durante los últimos instantes de vida de Gerda Taro, el vacío se había adueñado de su mente, incapaz de captar imagen alguna. De no haber sido así, aunque veladas y distorsionadas, podrían haberse parecido a estas Últimas Miradas. Esta serie de imágenes nace con la intención de homenajear a la joven alemana.

## Asociaciones
Román comprometida con el feminismo, pertenece a varias asociaciones como a la asociación Blanco, Negro y Magenta, de la que ha sido presidenta desde el año 2020 hasta enero de 2023, además de formar parte del equipo organizativo de Mujeres Mirando Mujeres y colaborar en MAV Mujeres en las Artes Visuales.

## Comisariado
La idea de apreciar el trabajo de las artistas femeninas siempre está presente en su trabajo, al igual que la lucha contra la violencia de género. Por esta razón, dirigió la acción "Cortala, corta la violencia de género" en el Ayuntamiento de Aranjuez y fue la curadora de la exposición, en la que doce artistas participaron, basada en la novela titulada "Penélope y las doce criadas” de  la autora Margaret Atwood. 
En 2016 organizó una muestra que se tituló ‘Ventanas al Arte en la que reunió a más de sesenta artistas de la zona que expusieron, en gran número de escaparates de diversos comercios de San Lorenzo y El Escorial de la Comunidad de Madrid,’
Colabora en la organización de las Jornadas de Videoarte que organiza Take Away Process, y que en 2018 celebraron su IV Edición.
Ha formando parte de las asociaciones de artistas ‘Imagina Escorial’ y "X el Arte", actividades que compagina con la colaboración en las revistas digitales Tap Magazine, Mito Revista Cultural y M-Arte y Cultura Visual de la Asociación Mujeres en las Artes Visuales. 

## Exposiciones

### Individuales (selección)
2018 Últimas miradas (de Gerda Taro) - Museo Florencio de la Fuente Huete (Cuenca)
En el año 2019 la exposición Últimas miradas (de Gerda Taro)  la expone en diferentes instituciones como en:
Sala Lorenzo Vaquero - Getafe (Madrid)
CC Alfonso X el Sabio-Guadarrama(Madrid)
II Fest.Robert Capa- Fundación AISGE-Madrid
Biblioteca Municipal - El Escorial (Madrid)
Yo (no) pedí ser princesa", del 2019

### Colectivas
2020
"Sin género (de duda)" - Centro Cultural Adolfo Suárez- Tres Cantos (Madrid)
"Esquecin que te esquecin" - Pazo de San Marcos, Diputación de Lugo
"Ellas hablan" Alie Festival - Espacio B - Madrid 
''Mujeres Encarceladas, entre otras muchas"-Museo de las Mujeres de Costa Rica
2019
´Refugio.La humanidad en tránsito´ - Museo del Ferrocarril - Madrid
'Una de cada tres' - Casa de Cultura - Mieres (Asturias)
"Se m'ha OBLID-AT que t'he OBLIDAT" - Col·legi Major Rector Peset-Universidad de Valencia - Valencia 
We Are People & Jendeak gara - Museo Oiasso - Irún (Guipúzcoa)
CollageMe - Loompa Studio - Madrid 
2018
Mujeres Encarceladas, entre otras muchas- Univ. Politécnica Valencia
Imagina Escorial - CC San Lorenzo de El Escorial (Madrid)
Viva el Arte - Puerto Rico
The Lunch - Abierto Theredoom - Madrid
2017
Art Fair Málaga - Palacio Exposiciones y Congresos-Málaga
Estar presentes, Ser Visibles - Centro Arte UkaMa - Torremolinos
As Laranxas Máis Laranxas-CEIP Sestelo-Baión-Vilanova Arousa - IES San Clemente, Santiago (La Coruña)
Layer_TEXT project - Quinta del Sordo - Madrid 
Layer_TEXT project - Facultad Bellas Artes UCM - Madrid
2016
Layer_TEXT project - C.C. Pilar Miró - Madrid
Ventanas al Arte I Edición - San Lorenzo de El Escorial
Proyecto Imagina Escorial - Galería Edurne - El Escorial 
Imagina Escorial - C.C. San Lorenzo de El Escorial (Madrid)
Sublima Eros - Espacio Sublima - Sevilla
Sobredosis - Espacio Despliegue - Madrid
I Jornadas El Cuerpo como Medida - URJC Fuenlabrada (Madrid)
2015
doArte, Aeropuerto de Lavacolla - Santiago (Coruña)
Historias de Zapatos - Centro Exp.Castilla- El Escorial (Madrid)
Acción 'Corta la violencia de género, córtala' - Aranjuez (Madrid)
La crisis la pagamos los trabajadores -Esc. Julián Besteiro - Madrid 
Enhebradas - Centro Exposiciones Castilla - El Escorial (Madrid)
Enhebradas - Sala Isabel de Farnesio - Aranjuez (Madrid)
2014
Paisajes hibridados - VIII Congreso Internacional de Geografía e Hª, UCM Madrid 
2013
Visto y no visto - Fundación Aisge - Madrid 
No me recortes más - Escuela Julián Besteiro - Madrid

## Premios y Selecciones
Febrero de 2020 - "Ellas hablan" - Alie Festival - Madrid 
Agosto de 2019 - Obra seleccionada y Mención de Honor, Premio fotografía 'Hombres de Agua' en We Are People & Jendeak gara Museo Oiasso (Guipúzcoa)
Mayo de 2016: Seleccionada Taller Madrid, ciudad de las mujeres-Tabacalera-Madrid
(Imagen ''Miradas') http://pendientedemigracion.ucm.es/info/otri/complutecno/fichas/tec_mlopezfernandez2.htm
Abril de 2015: Imagen del cartel 'Enhebradas' Centro Castilla, El Escorial (Madrid)
Marzo de 2014: Seleccionada Primer Happening Faceless - Madrid
Noviembre de 2013: Portada Catálogo 'No me recortes más' - Madrid
Febrero de 2012: Seleccionada Taller Desarrollo y Montaje La Clemenza di Tito, Teatro Real, Madrid